# Günter Hepe
Günter Hepe (Amsterdam. 1937) is een Duits-Nederlandse kunsthistoricus en galeriehouder.

## Leven
Na de  Tweede Wereldoorlog studeerde Hepe kunstgeschiedenis in Amsterdam en opende hij een galerie gespecialiseerd in niet-Europese kunst. Hiermee zette hij bewust de traditie van het klassieke modernisme voort, die door het nationaalsocialisme was vervolgd en onderbroken, en wilde hij deze in het noorden van Centraal-Europa een nieuwe impuls geven. In het begin van de jaren 1970 verhuisde Hepe naar Berlijn en richtte de eerste galerie op die gespecialiseerd was in Afrikaanse en Oceanische kunst. Vanuit deze galerie met de Nederlandse naam Van Alom werden beslissende impulsen doorgegeven aan de West-Berlijnse en West-Duitse kunstmarkt, maar ook aan de museale tentoonstellingspraktijk.
In de loop van de decennia verhuisde de galerie verschillende keren van Berlin-Schöneberg naar Charlottenburg en uiteindelijk naar de directe omgeving van Museumsinsel in Berlin-Mitte. In 2006 sloot de galerie in de Anna-Louisa-Karsch straat haar deuren, omdat Hepe leed aan een levensbedreigende ziekte en artsen verwachtten dat hij spoedig zou sterven. Na zijn herstel in de daaropvolgende jaren bleef Hepe contacten onderhouden met galeriehouders, museummensen, handelaren, verzamelaars en onderzoekers in binnen- en buitenland. Sindsdien is hij actief als adviseur bij de ontwikkeling en ontvangst van museale en privécollecties. Een voorbeeld hiervan is de tentoonstelling De ontdekking van het individu (2016/17) in Lutherstadt Wittenberg, waarin enkele van de centrale werken oorspronkelijk uit Hepe's collectie kwamen.

## Samenwerkingen
Een van Hepe's nauwe samenwerkingspartners en vertrouwelingen was de galeriehouder Rudolf Springer, die Hepe vele jaren als adviseur ondersteunde. Er waren veelvuldige contacten met het Ethnologisches Museum in Berlijn; de kunstverzamelaar en museumoprichter Heinz Berggruen was ook vaak te gast in Berlin-Mitte en vroeg advies over Afrikaanse kunst. Tegelijkertijd werd Galerie Van Alom een forum voor kunstenaars van verschillende generaties, zoals Thuur Camps, Udo Nöger, Ottavio Giacomazzi, Simone Kornfeld of Friedrich Schröder-Sonnenstern,met wie Hepe ook een persoonlijke vriendschap had. Hepe was adviseur bij de opnames van de film F for Fake van Orson Welles (1973), droeg rekwisieten bij uit zijn galerij en trad zelf op als figurant.